# Liste des chevaliers de l'ordre de la Toison d'or

Le collier de l’ordre de la Toison d’or

L'ordre de la Toison d'or est un ordre de chevalerie séculier fondé en janvier 1430 par Philippe le Bon à Bruges lors des festivités données à l'occasion de son mariage avec sa troisième épouse, Isabelle de Portugal (1397-1471), fille de Jean Ier de Portugal.

## Ordre bourguignon de la Toison d'or
Douze chapitres de 1430 à 1473

## Ordre habsbourgeois de la Toison d'or
Créations de 1478 à 1700

## Ordre espagnol de la Toison d'or
Créations de 1700 à nos jours

## Ordre autrichien de la Toison d'or
Créations de 1712 à nos jours

### Ordre carliste de la Toison d'or
Créations de 1836 à 1936